# Charles Kroehle

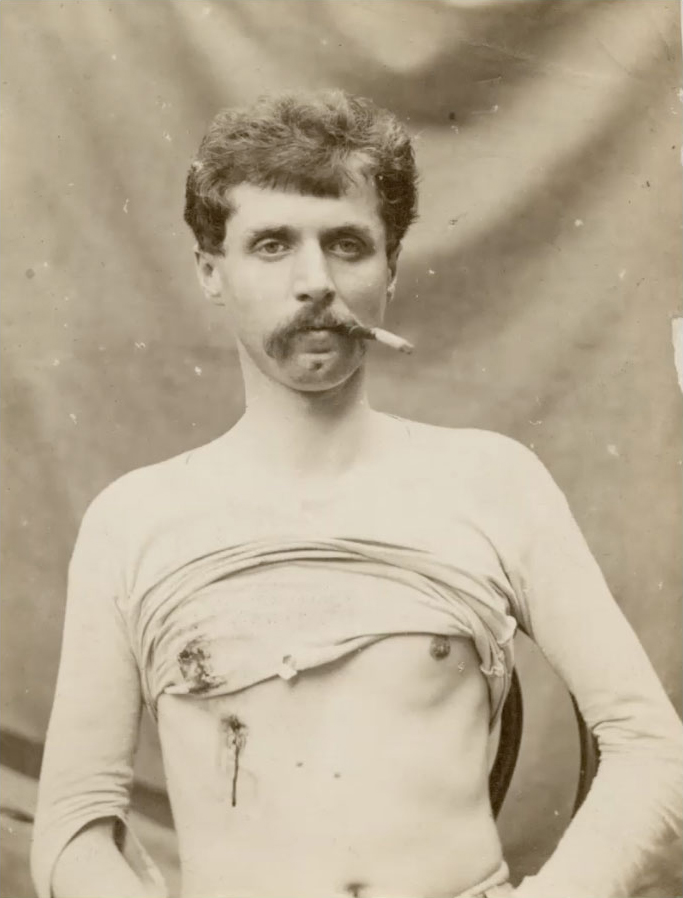
autorretrato de Charles Kroehle

Charles Kroehle. (1876 - 1902?) Fue un fotógrafo alemán que realizó diversas expediciones a la Amazonía tanto Peruana, Ecuatoriana e incluso Boliviana en la década de 1890. Realizó en Perú diversas tomas no solo de indios selváticos, sino también de diversos departamentos como Lima, Junín, Loreto por mencionar algunos. Está considerado como uno de los pioneros en la fotografria de la Amazonía Peruana al igual que Miles Moss y Huebner.
Algunos de sus trabajos fueron reproducidos por Fernando Garreaud en su Álbum República Peruana 1900 en donde se discute la autoría de Garreaud debido a que la firma de Kroehle fue borrada de las imágenes. Algunas de sus imágenes de selváticos aparecieron como fotograbados en el semanario limeño El Perú Ilustrado. Colaboró como corresponsal de la South American Photo Art. Co. cuando sucedió el levantamiento de Nicolás de Piérola, mas este trabajo no se conoce en la actualidad. Al entrar el nuevo siglo, sus fotos ilustraron el álbum editado por la compañía de seguros La Acumulativa, el cual fue entregado a sus socios como obsequio. 
Falleció al parecer producto de una herida de flecha que no curó a tiempo. Su obra se encuentra distribuida en varios repositorios latinoamericanos como en la Biblioteca Nacional del Perú o en Europa en el Museo de Antropología de Hamburgo.

## Obra
La obra de Hroehle, como la de otros fotógrafos de la época, tiene un valor documental con un valor etnográfico importante, ya que no sólo retrata otros tiempos, sino fundamentalmente un entorno culturas, unas costumbres y unas gentes, mayoritariamente las relacionadas con los indígenas americanos, representantes de un mundo desaparecido.

## Exposiciones
- 2010. La Amazonía según Charles Kroehle C.C. Garcilaso. Lima, Perú[4]
- 2015. En la mirada del otro. Fotografía histórica del Ecuador: la irrupción en la Amazonía (colectiva). Photoespaña 2015. Madrid

## Otras referencias
- La recuperación de la memoria : el primer siglo de la fotografía, Perú 1842-1942. --Lima : Fundación Telefónica; Museo de Arte de Lima, 2001. T. II

- Datos: Q5764914
- Multimedia: Charles Kroehle / Q5764914